# 清泉街街道
清泉街街道是中华人民共和国山西省大同市云冈区下辖的一个乡。2021年3月，设立清泉街道。以原和瑞街道的福泰里、福祥里、福荣里、福美里、福禧里、福瑞里6个社区居委会的行政区域为清泉街道的行政区域。现称清泉街街道。

## 行政区划
清泉街街道下辖福泰里、福祥里、福荣里、福美里、福禧里、福瑞里6个社区居委会。